# Psi (družina)
Psi (znanstveno ime Canidae) so družina sesalcev in spadajo med zveri.
Vključuje pse, volkove, lisice, kojote, in šakale. 

## Klasifikacija
Razdelitev psov (Canidae) le med »lisice« in »prave pse« ni v skladu z dejanskimi sorodstvi in da o klasifikaciji nekaterih psov še razpravljajo.
Nedavne DNA analize so pokazale, da so psi in lisice utemeljeno kladistika, ki izključujejo dva rodova Nyctereutes and Otocyon. Ta rodova sta se predhodno odcepila od ostalih rodov in niso bližnji sorodniki psa in lisice. Nekateri dokazi pričajo, da to velja tudi za Urocyon. 
Speothos in Chrysocyon so primitivni člani psov, lahko pa bi jih razvrstili tudi v svoj takson. Cuon in Lycaon lahko sodita med volkove (Canis). Obstajajo dokazi, da Alopex inFennecus nista veljavna taksona in da oba sodita med lisice (Vulpes). 
Udomačenega pes nekateri uvrščajo med Canis familiaris, nekateri pa (med njimi tudi Smithsonian Institution in American Society of Mammalogists) pa kot podvrsto sivega volka (Canis lupus familiaris). Rdeči volk (Canis rufus) pa je lahko ali pa ni samostojna vrsta. Dingo je lahko različno klasificiran kot Canis dingo, Canis lupus dingo, Canis familiaris dingo in Canis lupus familiaris dingo.
Vsaj ena podvrsta volka ima več vrst - vzhodno kanadski volk (Canis lycaon). Ampak to je še vedno stvar polemike. Raziskava natančno določenih sorodstev med sivim, rdečim, vzhodno kanadskim volkom in kojotom so šele v teku.
- Pravi psi
  - Rod Canis (volkovi)
    - Canis latrans, kojot (imenovan tudi prerijski volk ali lajač)
    - Canis lupus, sivi volk 
      - Canis lupus familiaris, udomačeni pes
      - Canis lupus familiaris dingo ali Canis lupus dingo, dingo
      - še druge predlagane podvrste

    - Canis rufus ali Canis lycaon, rdeči volk
    - Canis simensis, etiopski volk (imenovan tudi etiopska lisica ali etiopski šakal)
    - Canis aureus, evrazijski šakal
    - Canis adustus, progasti šakal
    - Canis mesomelas, podsedliški šakal

  - Rod Cuon
    - Cuon alpinus ali Canis alpinus, kolzun (imenovan tudi rdeči volk ali rdeči grmičarski volk)

  - Rod Lycaon
    - Lycaon pictus, afriški hijenski pes

  - Rod Atelocynus
    - Atelocynus microtis

  - Rod Pseudalopex
    - Pseudalopex culpaeus, kalpeška lisica
    - Pseudalopex fulvipes ali Dusicyon fulvipes ali Pseudalopex griseus fulvipes
    - Pseudalopex griseus, argentinska lisica
    - Pseudalopex gymnocercus, azarska lisica (imenovana tudi aguaračaj)
    - Pseudalopex sechurae
    - Pseudalopex vetulus

  - Rod Cerdocyon
    - Cerdocyon thous, šakalska lisica (imenovana tudi maikong)

  - Rod Dusicyon (južnoameriške lisice, izumrli)
    - Dusicyon australis, falklandska lisica (izumrla)

  - Rod Speothos
    - Speothos venaticus, gozdni pes

  - Rod Chrysocyon
    - Chrysocyon brachyurus, grivasti volk
- Lisice
  - Rod Vulpes (prave lisice)
    - Vulpes vulpes, navadna lisica (imenovana tudi rdeča lisica)
    - Vulpes velox, prerijska lisica
    - Vulpes macrotis
    - Vulpes corsac, stepska lisica (imenovana tudi korzak)
    - Vulpes chama, srebrnohrbta lisica
    - Vulpes pallida
    - Vulpes bengalensis, bengalska lisica
    - Vulpes ferrilata
    - Vulpes cana, blandfordova lisica (imenovana tudi rüpellova lisica ali peščena lisica)
    - Vulpes rueppelli
    - Vulpes zerda, puščavska lisica (imenovana tudi fenek)

  - Rod Alopex
    - Alopex lagopus, polarna lisica (imenovana tudi arktična lisica, snežna lisica ali pesec)

  - Rod Urocyon
    - Urocyon cinereoargenteus
    - Urocyon littoralis, islandska lisica
    - Urocyon sp.
- Primitivni psi
  - Rod Nyctereutes
    - Nyctereutes procyonoides, rakunasti pes (imenovan tudi kunj pes ali rakunji pes ali enok)

  - Rod Otocyon
    - Otocyon megalotis, uhata lisica